# 镇雄府
镇雄府，明朝时设置的府。
原为芒部府，属四川承宣布政使司。明朝嘉靖五年（1526年）改土归流，芒部府改名镇雄军民府，移治今云南省镇雄县。万历三十七年（1609年）改为府。辖境相当今云南省镇雄、彝良、威信等县地。清朝雍正五年（1727年）改隶云南省，次年降为镇雄州。

## 延伸阅读
[在维基数据编辑]
 《欽定古今圖書集成·方輿彙編·職方典·鎮雄軍民府部》，出自陈梦雷《古今圖書集成》